# Borrego da Beira
O Borrego da Beira IGP é um produto de origem portuguesa com Indicação Geográfica Protegida pela União Europeia (UE) desde 21 de junho de 1996.
Os borregos são das raças Merino da Beira Baixa, Churra do Campo e Churra Mondegueira. 

## Agrupamento gestor
O agrupamento gestor da indicação geográfica protegida "Borrego da Beira" é a Associação de Produtores de Queijo do Distrito de Castelo Branco.

## Delimitação geográfica[3]
- Todas as freguesias dos concelhos de Meda, Figueira de Castelo Rodrigo, Pinhel, Almeida, Sabugal, Belmonte, Fundão, Penamacor, Idanha-a-Nova, Castelo Branco, Vila Velha de Ródão, Proença-a-Nova, Oleiros, Sertã, Vila de Rei e Mação;
- Concelho de Trancoso: com exclusão das freguesias de Santa Maria, São Pedro, Tamanhos, Feital, Vila Franca das Naves, Aldeia Nova, Carnicães, Freches e Vilares;
- Concelho da Guarda:  com exclusão das freguesias de Sé, S. Vicente, Vale de Estrela, Seixo Amarelo, Famalicão, Valhelhas, Videmonte, Trinta, Meios, Fernão Joanes, Corujeira, Maçainhas, Vila Soeiro, Mizarela, Pêro Soares, Aldeia Viçosa, Faia, Vila Cortez do Mondego, Cavadouce e Porto da Carne.
- Concelho da Covilhã: com exclusão das freguesias de Paul, Erada, Unhais da Serra, Cortes do Meio, Aldeia do Carvalho, Verdelhos e Sarzedo.